# Diplotaxis punctulata
Diplotaxis punctulata är en skalbaggsart som beskrevs av Horn 1894. Diplotaxis punctulata ingår i släktet Diplotaxis och familjen Melolonthidae. Inga underarter finns listade i Catalogue of Life.